# USS LST-558
O USS LST-558 foi um navio de guerra norte-americano da classe LST que operou durante a Segunda Guerra Mundial.